# Cantuaria secunda
Cantuaria secunda là một loài nhện trong họ Idiopidae.
Loài này thuộc chi Cantuaria. Cantuaria secunda được Raymond Robert Forster miêu tả năm 1968.